# Hexamethylentetramin
Hexamethylentetramin (også kaldet hexamin, urotropin og methamin) er et hvidt krystallisk pulver. Det har en høj brændværdi og anvendes derfor i esbit-tørsprittabletter, som man bruger i sin legetøjs-dampmaskine eller i nogle feltkomfurer..
Det bruges også som basis for nogle typer sprængstoffer, RDX, HMX der er sprængstoffer lavet ved at nitrere hexamin, og HMTD der er et organisk peroxid lavet på basis af hexaminen.
| Kemi | Spire Denne artikel om kemi er en spire som bør udbygges. Du er velkommen til at hjælpe Wikipedia ved at udvide den. |